# Bukiniczia cabulica
Bukiniczia cabulica är en triftväxtart som först beskrevs av Pierre Edmond Boissier, och fick sitt nu gällande namn av Igor Alexandrovich Linczevski. Bukiniczia cabulica ingår i släktet Bukiniczia och familjen triftväxter. Inga underarter finns listade i Catalogue of Life.